# Número poligonal centrado
Os números poligonais centrados são uma classe de séries de números figurados, em que cada figura é formada por um ponto central circundado por camadas poligonais com um número constante de lados. Cada lado de uma camada poligonal contém um ponto a mais do que a camada anterior, de modo que, começando na segunda camada, cada camada de um número poligonal centrado k-gonal contém k pontos a mais do que a camada anterior.
Exemplos de séries de números poligonais centrados:
- número triangular centrado: 1,4,10,19,31,... (OEIS A005448)
- número quadrado centrado 1,5,13,25,41,... (OEIS A001844)
- número pentagonal centrado 1,6,16,31,51,... (OEIS A005891)
- número hexagonal centrado 1,7,19,37,61,... (OEIS A003215)
- número heptagonal centrado 1,8,22,43,71,... (OEIS A069099)
- número octagonal centrado 1,9,25,49,81,... (OEIS A016754)
- número nonagonal centrado 1,10,28,55,91,... (OEIS A060544), que inclui todos os números perfeitos pares, com exceção do 6.
- número decagonal centrado 1,11,31,61,101,... (OEIS A062786)

Os diagramas a seguir mostram uns poucos exemplos de números poligonais centrados e sua construção geométrica (Compare estes diagramas com os diagramas em número poligonal).
Números quadrados centrados
| 1 |  | 5                 |  | 13                                                |  | 25                                                                                                |
| - |  | ----------------- |  | ------------------------------------------------- |  | ------------------------------------------------------------------------------------------------- |
| * |  | * · * · * · * · * |  | * · * · * · * · * · * · * · * · * · * · * · * · * |  | * · * · * · * · * · * · * · * · * · * · * · * · * · * · * · * · * · * · * · * · * · * · * · * · * |

Números hexagonais centrados
| 1 |  | 7                         |  | 19                                                                        |  | 37 |
| - |  | ------------------------- |  | ------------------------------------------------------------------------- |  | --- |
| * |  | * · * · * · * · * · * · * |  | * · * · * · * · * · * · * · * · * · * · * · * · * · * · * · * · * · * · * |  | * · * · * · * · * · * · * · * · * · * · * · * · * · * · * · * · * · * · * · * · * · * · * · * · * · * · * · * · * · * · * · * · * · * · * · * · * |

Como se pode ver nos diagramas acima, o n-ésimo número k-gonal centrado pode ser obtido pela colocação de k números triangulares ao redor do ponto central; portanto, o n-ésimo número k-gonal centrado pode ser expresso matematicamente por,
{\displaystyle C_{k,n}={\frac {kn}{2}}(n-1)+1.}
ou
{\displaystyle C_{k,n}=}{\displaystyle {kn^{2}-kn+2} \over 2}
Assim como com os números poligonais, o primeiro número poligonal centrado é 1, logo 1 é tanto poligonal como poligonal centrado. O próximo número que é k-gonal e k-gonal centrado pode ser encontrado pela fórmula:
{\displaystyle {\frac {k^{2}}{2}}(k-1)+1}
fazendo k=3 (triangular ou 3-gonal) obtemos 10, o que nos mostra que 10 é tanto triangular como triangular centrado, fazendo k=4 (quadrado ou 4-gonal) obtemos 25 o que nos mostra que 25 é tanto quadrado como quadrado centrado, etc.